# Чата
Ча́та — загін козаків чи гайдамаків чисельністю до кількох десятків осіб. Виконував завдання охорони та завчасного попередження певного підрозділу основних сил українського війська під час його пересування або розміщення табором, розвідувально-диверсійні функції, а також варти біля визначеного об'єкта.